# Gantz (manga)
Gantz (jap. ガンツ Gantsu) – manga autorstwa Hiroyi Oku, publikowana na łamach magazynu „Shūkan Young Jump” wydawnictwa Shūeisha w latach 2000–2013. Opowiada historię Keia Kurono i jego przyjaciela Masaru Kato, którzy giną podczas próby ratowania mężczyzny spod nadjeżdżającego metra i stają się częścią pośmiertnej „gry”, w której biorą udział wybrani niedawno zmarli ludzie. Zasady gry są proste, biorący udział wracają na ziemię w celu wytropienia i zabicia obcych dzięki futurystycznemu wyposażeniu, które odnajdują w pokoju, do którego zostają przeniesieni przed rozpoczęciem rozgrywki.
Anime Gantz wyreżyserowane przez Ichiro Itano i animowane przez studio Gonzo liczy 13 odcinków, po którym następuje sequel Gantz: Epizod Drugi (również 13 odcinków). Licencje na anime w Ameryce Północnej wykupiło ADV Films, w Wielkiej Brytanii prawa do dystrybucji nabyło MVM Films, a w Australii i Nowej Zelandii Madman Entertainment. Dark Horses Comics rozpoczęło wydawanie mangi w języku angielskim w 2008 roku, natomiast polski przekład ukazuje się nakładem wydawnictwa Kotori. Seria dwóch filmów akcji opartych na tej historii ukazała się w 2011 roku.

## Fabuła
Para studentów Kei Kurono i Masaru Kato ginie w metrze, podczas próby ratowania bezdomnego pijanego mężczyzny, który w wyniku nieuwagi upadł na tory. Po śmierci obaj zostają przetransportowani do nieumeblowanego mieszkania, gdzieś w  rodzinnym Tokio, jednak szybko zdają sobie sprawę iż nie są sami.  W pokoju znajdują się również inne osoby, które umarły w ciągu kilku ostatnich godzin. Wszystkie wyjścia z pokoju są pozamykane, a jedynym sposobem na wydostanie się jest podjęcie ryzyka i wygranie gry „Gantza” – wielkiej czarnej kuli stojącej na końcu pomieszczenia.
Kula otwiera się ukazując nagiego, łysego mężczyznę spoczywającego wewnątrz, z maską dostarczającą tlen i przewodami podłączonymi do głowy. Z wnętrza kuli wysuwają się trzy półki, na których znajdują się trzy rodzaje zaawansowanej technologicznie broni, czarny uniform dający posiadaczowi nadzwyczajną siłę oraz kontroler służący jako radar i komunikator. Po otwarciu sfery na  ekranie kuli wyświetla się zielony napis oznajmujący iż wszystkie osoby znajdujące się w pomieszczeniu umarły i ich życie od tej pory należy do Gantza. Następnie na ekranie ukazuje się zdjęcie i krótki opis przybysza z kosmosu, którego mają zabić gracze podczas misji. Po czym pojawia się zegar odliczający czas do przeniesienia graczy na pole walki, gdzie mają stoczyć bitwę z obcymi istotami posiadającymi nadludzkie możliwości.
Uczestnicy nie mogą powrócić z misji, dopóki wszyscy przeciwnicy nie zostaną zgładzeni lub czas misji nie dobiegnie końca. Jeśli uda im się przetrwać każdy z nich dostanie pewną ilość punktów, odpowiadającą ilości oraz mocy potworów, które zostały zabite. Po ukończeniu zadania drzwi mieszkania zostają otwarte, a każdy z uczestników może wrócić do swojego domu i żyć swoim życiem do czasu aż zostanie ponownie wezwany przez Gantza. Jedynym sposobem na uwolnienie się z gry jest zdobycie 100 punktów, a następnie wybranie odpowiedniej opcji w sferze. Podczas trwania trzeciej misji wielu uczestników umiera, a Kurono staje się liderem „Drużyny Gantza”. Podczas trwania serii bohater walczy, aby uzbierać sto punktów, nie tylko by uwolnić się spod wpływu Gantza, ale aby ożywić swoich przyjaciół.
Po kilku misjach kula Gantza stwierdza, iż w ciągu tygodnia nastąpi eksterminacja rasy ludzkiej, więc postanawia uwolnić wszystkich graczy. Tydzień później ogromna kosmiczna siła atakuje Ziemie i zaczyna zagładę wszystkich ludzi, a Kurono wraz z przyjaciółmi postanawia stanąć naprzeciw nadchodzącej zagłady i dzięki pomocy futurystycznej broni pokonuje przeciwnika i ratuje  świat.

## Produkcja
Pierwsze plany na temat serii Hiroya Oku miał już w szkole średniej. Inspiracją był program telewizyjny Jidaigeki emitowany w Hissatsu, oraz powieść, którą napisał Robert Sheckley – „Time Murderer” w której zawarta była myśl o transportowaniu duszy zmarłego do miejsca, z którego może być  odesłana na Ziemię. Postanowił napisać Zero One mającą podobne koncepcje jak Gantz. Po czasie stwierdził iż manga jest zbyt mało wciągająca, a wydawanie jej jest zbyt drogie.
Podczas tworzenia mangi Oku rozpoczął pracę od rysowania miniaturek stron, a następnie pracę nad modelami postaci w 3D oraz  na swoim komputerze. Podczas pracy Oku drukował gotowe tła i postacie po czym dodawał cienie, kolory i dialogi. Pomysł ten został już wykorzystany w Zero One jednak w tytule tym było niewiele pracy odręcznej. Oku zdecydował się dodać obraz z różnych stron aby rysunkom więcej realizmu.
Oku próbuje dodać serii jak najwięcej realizmu i twierdzi, iż wiele z wydarzeń umieszczanych w jego mandze ma odzwierciedlenie w jego poglądach i widzeniu świata. Podczas scen przemocy bądź scen erotycznych Oka stara się zmniejszyć ich trwanie aby seria nie traciła na realizmie. Jednak wiele rysunków, które stworzył nigdy nie zostało wydanych. Przed rozpoczęciem wydawania anime Oku zdradził swojemu asystentowi iż wszystkie główne postacie prócz Kurono mają zginąć podczas trwania serii.

## Manga
Napisane przez Hiroya Oku, rozdziały mangi zostały opublikowane w japońskim magazynie „Shūkan Young Jump”, seria miała premierę w 2000 roku a została zakończona 20 czerwca 2013 roku. Poszczególne rozdziały mangi były wydawane co piętnaście dni. Historia Gantza została podzielona na trzy wątki fabularne. Pierwszy z nich składa się z 237 rozdziałów. 22 listopada 2006 roku wraz z wydaniem 238 rozdziału rozpoczęła się druga faza historii, która zakończyła się wraz z 303 rozdziałem mangi. Trzeci i ostatni etap rozpoczął się 1 października 2009 roku, a zakończył 20 czerwca 2013 roku. Poszczególne rozdziały są gromadzone przez Shūeisha w formie tomików, pierwszy z nich ukazał się 11 grudnia 2000 roku. Wydawnictwo Dark Horse Comics nabyło prawa do wydania mangi z angielskim tłumaczeniem 1 lipca 2007 r. podczas Anime Expo. Pierwszy angielski tom został wydany 25 czerwca 2008 roku, pierwsze trzy tomy publikowane były co kwartał, a następne są udostępniane co dwa miesiące. Seria początkowo została opublikowana przez Glénat w Hiszpanii oraz Planet Manga w Niemczech, Włoszech i Brazylii, a następnie przez Tonkam we Francji, Editorial Vid w Meksyku i przez Editorial Ivrea w Argentynie.
24 stycznia 2025 wydawnictwo Kotori ogłosiło wydanie mangi w Polsce w edycji 2w1. Premiera zaplanowana jest czerwiec tego samego roku.
Wysoka sprzedaż mangi Gantz doprowadziła do umieszczenia tytułu na listach najlepiej sprzedających się tomów mangi w Japonii. W listopadzie 2010 r., Gantz sprzedał się w ponad dziesięciu milionach egzemplarzy w Japonii, a w 2008 roku, Dark Horse Comics poinformowało, że Gantz został sprzedany w 175 000 egzemplarzach w Ameryce. Tom 4 mangi pojawił się w The New York Times na liście "Najlepiej Sprzedających się Mang" na pozycji ósmej. Deb Aoki z About.com ogłosił Gantza wraz z Black Lagoon najlepszym seinenem 2008 roku.

## Anime
Adaptacja anime, wyprodukowana przez Gonzo, wyreżyserowana przez Ichiro Itano oraz emitowana w Japonii na antenach Fuji TV i AT-X. Gantz został podzielony na dwie serie znane jako: Pierwszy etap i Drugi etap, który jest bezpośrednią kontynuacją pierwszej części. Pierwszy etap został wyemitowany w Japonii z cenzurą kilku scen ze względu na nieodpowiednie treści, takie jak przemoc lub nagość. Jednak DVD z serii zawiera nieocenzurowane sceny. Drugi etap rozpoczął emisję na antenie japońskiej sieci AT-X 26 sierpnia 2004 roku. Istnieje w sumie 12 płyt DVD zawierających odcinki anime, które zostały wydane od 28 sierpnia 2004 do 29 czerwca 2005. Dodatkowo, płyty DVD zostały zebrane i wydane łącznie jako jeden DVD Box.
ADV Films ogłosiło zakup licencji serii Gantz, dzięki czemu ukaże się ona w Stanach Zjednoczonych. Gantz ukazał się w formie nieocenzurowanej, zachowując przemoc i nagość wcześniej ocenzurowane podczas emisji w Japonii. Dziesięć płyt DVD zostało wydanych przez ADV Films od 8 lutego 2005 do 17 stycznia 2006 oraz specjalne dwa DVD boxy zawierające wydane wcześniej płyty z anime. W dniu 25 czerwca 2010 r., dystrybutor anime Funimation Entertainment ogłosił na FuniCon 4.0, że nabył prawa do serii, wraz z 3 innymi tytuły od ADV Films tuż po upadku ADV w 2009 roku.
Sprzedaż DVD Gantz była bardzo wysoka bo według Anime News Network, przekroczyła trzykrotnie DVD swojego poprzednika, Volume One. Ze względu na wysoką sprzedaż DVD, ADV Films stale wydawało kolejne tomy, a Gantz został jednym z najbardziej rozpoznawalnych anime z 2005 r. Anime mimo wielu pochwał, było również wielokrotnie krytykowane za „brutalność”, „sadyzm” i „gore” mimo cenzury, a mimo tych minusów bardzo „uzależniające”.

## Gry
W Japonii 17 marca 2005 roku Konami opublikowało grę na konsolę PlayStation 2 o nazwie Gantz:The Game, w której bohaterowie oraz fabuła nawiązują do misji Alien Chibi. Gra łączy w sobie elementy strzeleckie z perspektywy trzeciej osoby oraz gry fabularnej (RPG). Oprócz standardowej rozgrywki gra posiada inne tryby: Free Play, Mini Mode, Przegląd Magazynu, Ranking Gantza, podgląd filmu oraz statystykę zakończenia scenariusza. Gra nigdy nie została wydana poza granicami Japonii.

## Instrukcja Gantza
17 grudnia 2004 roku wydawnictwo Shūeisha wydało 256-stronicowa książkę pod tytułem Gantz/Manual ze streszczeniem odcinków, przeglądem postaci oraz ciekawostkami dotyczącymi uniwersum Gantza.

## Powieści
W lipcu 2009 roku tygodnik „Shūkan Young Jump”, magazyn z mangami typu seinen, rozpoczął wydawanie powieści z serii Gantz/Minus, która została napisana przez Masatoshi Kusakabe i zilustrowana przez Yusuke Kozaki. Historia dzieje się przed rozpoczęciem wydarzeń znanych z serii Gantz i opowiada o Shion Izumi i Joichiro Nishi, którzy uczestniczą w misjach Gantza. Na okładce każde Gantz/Minus znajduje się przypis iż jest to „hyper opowieść z ciągłą akcją”.

## Filmy
W dniu 24 listopada 2009 roku ogłoszono, iż trwa produkcja dwóch filmów aktorskich opartych na historii przedstawionej w mandze Gantz. W filmach gra Kazunari Ninomiya i Ken'ichi Matsuyama, a oba zostaną wyreżyserowane przez Shinsuke Sato. Filmy mają ukazać się wiosną i zimą 2011 roku, z czego pierwszy film miał swoją premierę w 46 stanach w Ameryce Północnej 20 stycznia 2011 roku.